# Pădurea Dancu-Iași
Pădurea Dancu-Iași este o arie naturală de interes național ce corespunde categoriei a IV-a IUCN (rezervație naturală de tip forestier) situată în județul Iași, pe teritoriul administrativ al Holboca.

## Localizare
Aria naturală se află în partea sud-estică a județului Iași, în nordul Podișului Moldovei, în subregiunea Câmpiei Jijiei (Câmpia Jijiei Inferioare) parte integrantă a Câmpiei Moldovei, lângă drumul județean 249A Iași - Mânzătești.

## Descriere
Rezervația naturală întinsă pe o suprafață 10,80 hectare a fost declarată arie protejată prin Legea Nr.5 din 6 martie 2000 (privind aprobarea Planului de amenajare a teritoriului național - Secțiunea a III-a - zone protejate) și reprezintă o zonă împădurită în teritoriul nordic al satului Dancu, cu rol de protecție pentru mai multe specii arboricole.